# Caroline Bardua
Caroline Bardua, även Karoline Bardua född 11 november 1781 i Ballenstedt, död 2 juni 1864, var en tysk konstnär (målare). Hon var främst porträttmålare. Bland hennes mest kända porträtt fanns de av Caspar David Friedrich, Julius Eduard Hitzig, Niccolo Paganini, Johann Wolfgang von Goethe, Christiane von Goethe, och Johanna Schopenhauer.
Hon var dotter till Johann Adam Bardua, betjänt hos hertig Alexius Frederick Christian av Anhalt-Bernburg och Sophie Sabine Kirchner. Hon studerade 1805–1807 under Hans Heinrick Mayer i Weimar och 1808–1811 under Gerhard von Kügelgen i Dresden. Hennes storhetstid räknas som tiden i Berlin mellan 1819 och 1822, där hon höll en salong tillsammans med sin syster Wilhelmine. 